# 宮崎ラーメン

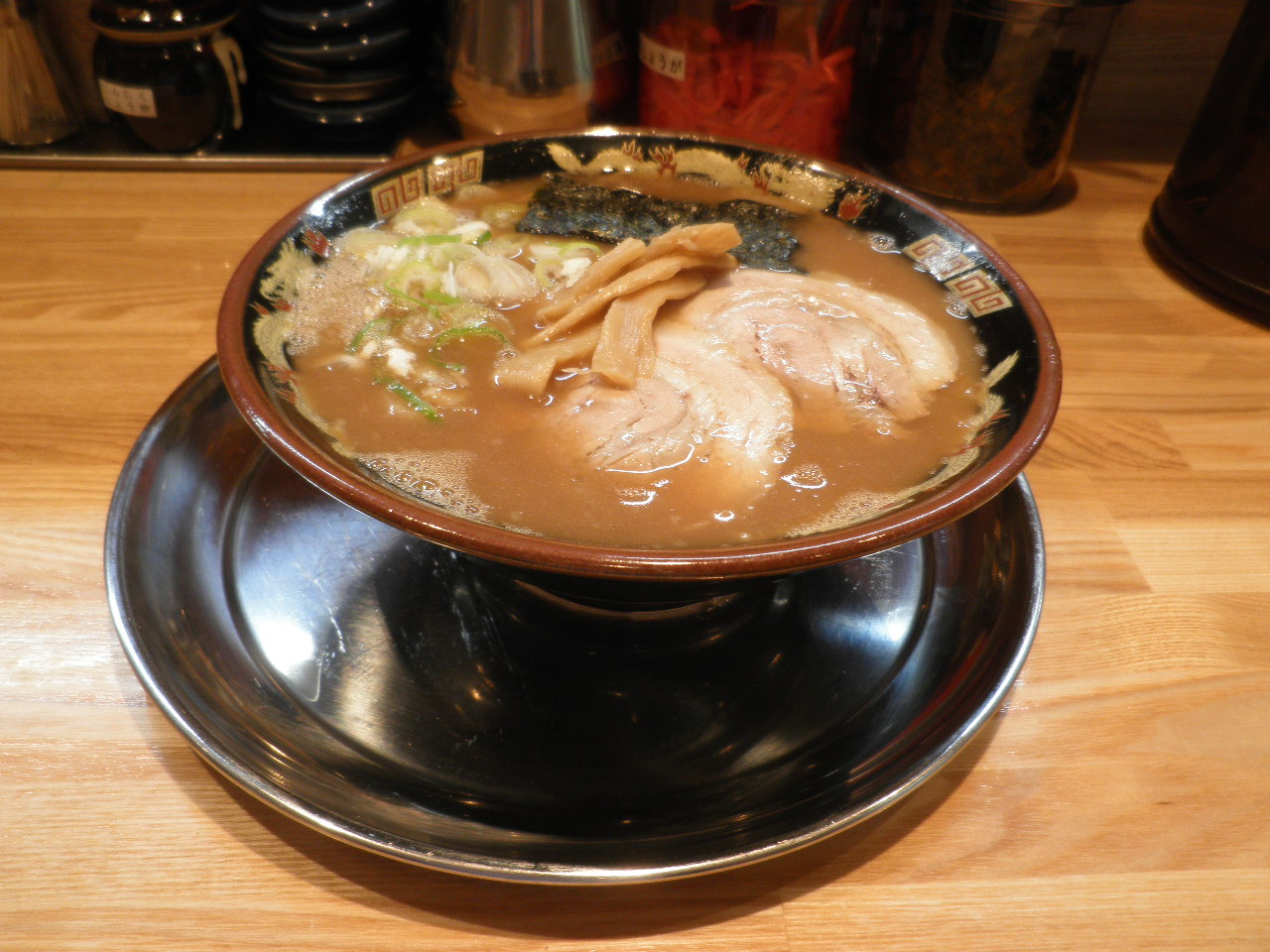
「風来軒」のラーメン

宮崎ラーメン（みやざきラーメン）は、宮崎県で提供されているご当地ラーメン。豚骨からスープをとる博多ラーメンの系統であるが、ドロっとした豚骨特有の濃厚さがなく、九州の他県の豚骨ラーメンと比べるとあっさりとした豚骨スープが特徴。宮崎県北地域ではこってりとしたスープを提供している店も多い。
麺は、加水率が高く柔らかめの太麺が使われる事が多い。好みによってニンニク醤油をスープに入れることもある。たくあんが突き出しとして供されるのが基本である。
2007年には日清食品の「行列のできる店のラーメン」シリーズでカップ麺化された。